# Smólsko Małe
Smólsko Małe – wieś w Polsce położona w województwie lubelskim, w powiecie biłgorajskim, w gminie Biłgoraj.
| SIMC    | Nazwa   | Rodzaj    |
| ------- | ------- | --------- |
| 0886222 | Gajówka | część wsi |

Wieś powstała jako przysiółek Smólska. Niedaleko miejscowości przebiega stary trakt polny z Tarnogrodu do Szczebrzeszyna. We wrześniu 1939 roku stacjonowała tu Grupa Operacyjna Boruta oraz sztab Grupy Operacyjnej Jagmin gen. Sadowskiego. 
W latach 1975–1998 miejscowość należała administracyjnie do województwa zamojskiego.
Wieś jest sołectwem w gminie Biłgoraj. Według Narodowego Spisu Powszechnego z roku 2011 wieś liczyła 177 mieszkańców i była 22. co do wielkości miejscowością gminy.
Wierni Kościoła rzymskokatolickiego należą do parafii św. Marii Magdaleny w Biłgoraju. W miejscowości znajduje się kościółek zbudowany w 1982 roku, będący kaplicą dojazdową parafii. 